# شاهزاده هری، دوک ساسکس
شاهزاده هری، دوک ساسکس (به انگلیسی: Prince Harry, Duke of Sussex) (زادهٔ ۱۵ سپتامبر ۱۹۸۴) پسر کوچک چارلز سوم، پادشاه بریتانیا و دایانا، شاهدخت ولز و نوه ملکه الیزابت دوم است.
او مدتی در استرالیا و لسوتو بود و پس از آن به خدمت نیروی زمینی بریتانیا درآمد و به مدت ۷۷ روز نیز در خط مقدم جنگ افغانستان بود.
گفتنی است که پرنس هری پس از برادر بزرگتر (ویلیام، شاهزاده ولز) و برادرزاده‌هایش، پنجمین نفر در لیست سلطنت بریتانیا بشمار می‌رود.

## زندگی شخصی
وی در تاریخ ۱۹ مهٔ ۲۰۱۸ با مگان، دوشس ساسکس (مگان مارکل) هنرپیشه آمریکایی ازدواج کرد. این زوج در ۱۹ مه ۲۰۱۹ صاحب پسری به نام آرچی هریسن مونتباتن-وینزر، و در ۴ ژوئن ۲۰۲۱ صاحب دختری به نام لیلیبت دایانا مونتباتن-وینزر شدند.

## جدایی از خانواده سلطنتی
بر پایه گزارش رسانه‌ها، این زوج در بیانیه منتشر شده در صفحات اینستاگرامی، سیستم ایمیل به عنوان سامانه ارتباطی کاخ باکینگهام و وب‌سایت‌های شخصی خود از تصمیم جدیدشان برای جدایی از خانواده سلطنتی خبر دادند. این در حالیست که ملکه (مادربزرگ و ملکه سابق) و چارلز سوم (پدرشان و پادشاه) از این موضوع بی‌خبر بوده‌اند.
در ژانویه ۲۰۲۰ این زوج اعلام کردند که از بهار سال ۲۰۲۰ دیگر رسماً نماینده ملکه بریتانیا نخواهند بود. این تصمیم به خاطر استقلال مالی آنها و دوری از فشار روحی شدید ناشی از توجه بسیار زیاد رسانه‌ها به زندگی شخصی آنها گرفته شد. آنها می‌خواهند وقت خود را بین بریتانیا و آمریکای شمالی تقسیم کرده و روابط گسترده خود با مطبوعات را حذف کنند.
با وجود ناخرسندی خانواده سلطنتی بریتانیا از این تصمیم، آنها با یکدیگر به توافق رسیدند.

## عنوان‌ها، لقب‌ها و نشان‌ها
- ۱۵ سپتامبر ۱۹۸۴ تا ۱۹ مه ۲۰۱۸: والاحضرتِ همایونی شاهزاده هری ولز
- ۱۹ مه ۲۰۱۸ تا ۱۸ ژانویه ۲۰۲۰: والاحضرتِ همایونی دوک ساسکس

نشان شاهزاده هری

- ۱۹ ژانویه ۲۰۲۰ تاکنون: دوک ساسکس